# Misythus laminatus
Misythus laminatus är en insektsart som beskrevs av Carl Stål 1877. Misythus laminatus ingår i släktet Misythus och familjen torngräshoppor.

## Underarter
Arten delas in i följande underarter:
- M. l. laminatus
- M. l. magnificus